# Gremlins: Stripe vs. Gizmo
Gremlins: Stripe vs. Gizmo est un jeu vidéo de plates-formes s'inspirant du film Gremlins sorti en 1984. Le jeu est développé par Magic Pockets et co-édité par LSP Games et Wanadoo Edition (en Europe), et Dreamcatcher Games (en Amérique du Nord) sur Game Boy Advance en 2002.

## Système de jeu
Gremlins: Stripe vs. Gizmo est un jeu de plates-formes.

## Accueil
- Jeuxvideo.com : 13/20[3]
- Nintendo, le magazine officiel : 7/10[4]